# San Juan Bautista (El Greco, Malagón)
San Juan Bautista  es el tema de dos pinturas autógrafas de El Greco, catalogadas por Harold Wethey con los números 250 y 251 en su catálogo de obras razonadas de este autor. El inventario-I realizado por Jorge Manuel Theotocópuli después de la muerte de su padre cita un Juan Bautista de medio cuerpo.

## Temática de la obra
El Greco representa a Juan el Bautista a una edad de unos treinta años vestido con pieles, sosteniendo con su brazo izquierdo una larga vara terminada en cruz, evocando el evangelio según San Lucas, (1:76,77): «Tú serás llamado Profeta del Altísimo, porque irás delante de Dios preparando sus caminos» . El cordero pintado a la derecha del cuadro representa el Agnus Dei, de quien Juan Bautista es el precursor.

## Análisis de la obra
Óleo sobre lienzo; 111,1 x 66 cm, firmado con grandes letras cursivas griegas, en la roca de la derecha.
Se distingue por la roca de la parte inferior derecha, donde reposa el cordero. La calidad de la pincelada y del color convierten esta obra en la más espléndida de todas aquellas en las que El Greco representó a Juan Bautista. Los tintes nacarados de la carne poseen una calidad que solo se encuentra en las obras pintadas directamente por el maestro. La figura alargada de San Juan, vestida con una piel oscura, destaca sobre el intenso cielo azul, con las característicos nubes blancas que forman una especie de aureola alrededor de la cabeza y del torso de San Juan.
Referente al paisaje, José Gudiol remarca la presencia del Monasterio de El Escorial, así como las suaves gradaciones matizadas hasta las montañas del fondo, con alternancia de luces y sombras, grupos de árboles y zonas de penumbra, todo ello de una manera realista y a la vez transfigurada.

## Procedencia
- Carmelitas descalzas, Convento de San José, Malagón, Provincia de Ciudad Real, España. No se sabe cómo llegó este cuadro hasta el convento malagonero pero no es de extrañar dada la estrecha vinculación que la Tercera Fundación de Santa Teresa tenía con Toledo. Recuerden la gran relación que tenía Teresa de Jesús con Luisa de la Cerda y las temporadas que pasaba en la casa toledana de la Señora de Malagón, La Casa de Mesa. La Priora de la Comunidad de Madres Carmelitas inicia en 1927 los trámites administrativos solicitando autorización a la Real Academia de Bellas Artes de San Fernando para la venta del «Greco del Convento». El arqueólogo, historiador del arte, crítico literario, jurista, político, historiador, catedrático y Ministro de Instrucción Pública y Bellas Artes, D. Elías Tormo se trasladó a Malagón en 1927 para examinar el cuadro. En su informe insta al gobierno a que se haga con él pues «es obra de excelente calidad artística».[3]
- Colección privada de Felix Schlayer, cónsul de Noruega en Madrid.
- Colección privada de Rudolph Heinemann, Lugano, asesor del barón Heinrich Thyssen.
- Adquirido por el M. H. de Young Memorial Museum, parte del Museo de Bellas Artes de San Francisco de San Francisco, en 1946[4]
- Desde 1972 se exhibe en el Museo Legion of Honor, del Museo de Bellas Artes de San Francisco, año en el que las pinturas europeas de la colección Young pasaron a este museo

## Otras versiones
En el Museo de Bellas Artes de Valencia se conserva otra versión del mismo cuadro. De menor riqueza cromática y con un tamaño de 105 x 64 cm, la principal diferencia radica en que el cordero no descansa sobre una roca.

## Copias
Harold E. Wethey menciona tres copias de esta temática, pero son de dudosa calidad.